# Eunomia oppositifolia
För andra betydelser, se Eunomia (olika betydelser).
Eunomia oppositifolia är en korsblommig växtart som först beskrevs av Christiaan Hendrik Persoon, och fick sitt nu gällande namn av Dc. Eunomia oppositifolia ingår som enda art i släktet Eunomia och familjen korsblommiga växter. Inga underarter finns listade i Catalogue of Life.